# Thandla
Thandla là một thị xã và là một nagar panchayat của quận Jhabua thuộc bang Madhya Pradesh, Ấn Độ.

## Địa lý
Thandla có vị trí 23°00′B 74°34′Đ / 23°B 74,57°Đ Nó có độ cao trung bình là 271 mét (889 feet).

## Nhân khẩu
Theo điều tra dân số năm 2001 của Ấn Độ, Thandla có dân số 12.685 người. Phái nam chiếm 52% tổng số dân và phái nữ chiếm 48%. Thandla có tỷ lệ 73% biết đọc biết viết, cao hơn tỷ lệ trung bình toàn quốc là 59,5%: tỷ lệ cho phái nam là 80%, và tỷ lệ cho phái nữ là 66%. Tại Thandla, 14% dân số nhỏ hơn 6 tuổi.